# Elite Ice Hockey League 2004/05
Die Saison 2004/05 war die zweite Spielzeit der Elite Ice Hockey League, der höchsten britischen Eishockeyspielklasse. Erster der regulären Saison und somit Britischer Meister wurden die Coventry Blaze, die sich ebenfalls in den Playoffs durchsetzten.

## Modus
In der Regulären Saison absolvierte jede der sieben Mannschaften insgesamt 50 Spiele, darunter 14 in der Crossover League gegen die Mannschaften der British National League, welche ebenfalls in die Wertung der EIHL eingingen. Der Erstplatzierte wurde Britischer Meister. Die sechs bestplatzierten Mannschaften qualifizierten sich für die Playoff-Zwischenrunde, in der sie in zwei Gruppen zu je drei Mannschaften aufgeteilt wurden. Dort trafen die Mannschaften gegen jeden Gruppengegner in vier Spielen, woraufhin sich die beiden Erstplatzierten jeder Gruppe für das Playoff-Halbfinale qualifizierten. Für einen Sieg nach regulärer Spielzeit und nach Overtime erhielt jede Mannschaft zwei Punkte, für ein Unentschieden und eine Niederlage nach Overtime ein Punkt und für eine Niederlage nach der regulären Spielzeit null Punkte.

## Reguläre Saison

### Tabelle
|    | Klub                | Sp | S  | OTS | U | OTN | N  | Tore    | Punkte |
| -- | ------------------- | -- | -- | --- | - | --- | -- | ------- | ------ |
| 1. | Coventry Blaze      | 50 | 30 | 3   | 6 | 5   | 6  | 181:104 | 77     |
| 2. | Belfast Giants      | 50 | 29 | 2   | 7 | 2   | 10 | 170:105 | 71     |
| 3. | Cardiff Devils      | 50 | 25 | 5   | 4 | 1   | 15 | 152:121 | 65     |
| 4. | Nottingham Panthers | 50 | 24 | 1   | 5 | 6   | 15 | 136:101 | 61     |
| 5. | Sheffield Steelers  | 50 | 18 | 7   | 5 | 3   | 17 | 118:109 | 58     |
| 6. | London Racers       | 50 | 16 | 3   | 9 | 3   | 19 | 116:124 | 50     |
| 7. | Basingstoke Bison   | 50 | 15 | 0   | 5 | 2   | 28 | 128:178 | 37     |

Sp = Spiele, S = Siege, U = Unentschieden, N = Niederlagen, OTS = Overtime-Siege, OTN = Overtime-Niederlage, SOS = Penalty-Siege, SON = Penalty-Niederlage

## Playoffs

### Gruppe A
|    | Klub                | Sp | S | U | N | Tore  | Punkte |
| -- | ------------------- | -- | - | - | - | ----- | ------ |
| 1. | Coventry Blaze      | 8  | 5 | 1 | 2 | 29:15 | 12     |
| 2. | Nottingham Panthers | 8  | 3 | 2 | 3 | 21:29 | 8      |
| 3. | London Racers       | 8  | 2 | 0 | 6 | 19:25 | 4      |

Sp = Spiele, S = Siege, U = Unentschieden, N = Niederlagen, OTS = Overtime-Siege, OTN = Overtime-Niederlage, SOS = Penalty-Siege, SON = Penalty-Niederlage

### Gruppe B
|    | Klub               | Sp | S | U | N | Tore  | Punkte |
| -- | ------------------ | -- | - | - | - | ----- | ------ |
| 1. | Cardiff Devils     | 8  | 4 | 3 | 1 | 18:12 | 11     |
| 2. | Sheffield Steelers | 8  | 3 | 4 | 1 | 22:15 | 10     |
| 3. | Belfast Giants     | 8  | 0 | 3 | 5 | 14:27 | 3      |

Sp = Spiele, S = Siege, U = Unentschieden, N = Niederlagen, OTS = Overtime-Siege, OTN = Overtime-Niederlage, SOS = Penalty-Siege, SON = Penalty-Niederlage

### Halbfinale
- Coventry Blaze – Sheffield Steelers 3:0
- Cardiff Devils – Nottingham Panthers 1:3

### Spiel um Platz 3
- Sheffield Steelers – Cardiff Devils 4:2

### Finale
- Coventry Blaze – Nottingham Panthers 2:1 n. V.